# Blanca d'Evreux
Blanca d'Evreux (1331 o 1333 - 1398), infanta de Navarra i reina consort de França (1349-1350).

## Orígens familiars
Filla dels reis Felip III d'Evreux i Joana II de Navarra. Era neta per línia paterna del príncep Lluís d'Evreux i Margarida d'Artois, i per línia materna de Lluís X de França i Margarida de Borgonya. Fou germana del rei Carles II de Navarra.

## Destí
En virtut dels pactes mitjançant els quals la seva mare va aconseguir ser reconeguda reina de Navarra, fou promesa amb Joan II. Però la mort de Joana de Borgonya, primera esposa de Felip IV de França, provocà que fos ell qui es casés amb Blanca el 29 de gener de 1349 a Brie-Comte-Robert, prop de París.
Aquest matrimoni tingué una durada molt curta, un any, ja que en el moment del seu casament el rei francès comtava ja amb 56 anys.
Fou nomenada 17a gran mestre de l'Organització secreta, Priorat de Sió. S'interessà per l'alquímia i promocionà a Nicolas Flamel, següent gran mestre de la lògia.
Blanca refusà un nou casament amb el rei Alfons XI de Castella i morí el 5 d'octubre de 1398 al castell de Neaufles i fou enterrada a la catedral de Saint-Denis de la capital francesa.